# Galerie Lang Wien
Koordinaten: 48° 12′ 19,2″ N, 16° 22′ 29″ O
Die Galerie Lang Wien war eine 1976 gegründete Galerie an der Seilerstätte 16 im 1. Wiener Gemeindebezirk Innere Stadt. Die Galerie wurde im März 2016 geschlossen.
Das Gebäude Seilerstätte 16 war einst ein Offizierskasino der k.u.k. Monarchie und befindet sich gegenüber dem historischen Theater Ronacher in der Nähe der Ringstraße.
Der Schwerpunkt der Galerietätigkeit ist die österreichische Kunst nach 1960. Einen wichtigen Stellenwert im Ausstellungsprogramm hat die Österreichische Zeichnung.
Seit 1978 nahm die Galerie Lang Wien an rund 100 internationalen Kunstmessen teil, unter anderem Art Basel (19×), Fiac Paris (14×), Art Frankfurt (15×), Kunst Wien und Viennafair (insg. 13×), sowie Köln, Düsseldorf, Montreal, Miami, Saarbrücken, Gent und anderen.
Die Galerie Lang Wien kooperiert mit dem Danubiana Meulensteen Art Museum in Čunovo, Slowakei. Seit 2002 wurde von der Galerie Lang jährlich eine Großausstellung im slowakischen Museum ausgerichtet, unter anderem die Ausstellung „Austrian Art“ anlässlich der EU-Ratspräsidentschaft Österreichs 2006.
Seit 1998 arbeitet die Galerie mit den Künstlern Stephan Hafner, Nina Maron, Katja Praschak, Markus Reiter und Daniel Maria Thurau exklusiv zusammen. Künstler, mit denen die Galerie Lang Wien seit rund 20 Jahren zusammen arbeitet, sind Jürgen Messensee, Robert Kabas, Hannes Mlenek, Drago Prelog sowie Alois und Annerose Riedl.